# Ратный
Ратный — хутор в Козельском районе Калужской области. Входит в состав сельского поселения «Деревня Подборки».
Расположен примерно в 8 км к северо-западу от села Подборки.

## Население
На 2010 год население составляло 0 человек.